# Metravel
Metravel a fost numele unei firme de electronică și de mecanisme automate din Elveția.

## Istoric
Firma a fost fondată în anul 1959 de către Regele Mihai I al României, împreună cu alți doi asociați, în urma desființării filialei elvețiene a companiei de proiectări aeronautice Lear. În Metravel, Regele era partener majoritar.
Compania a funcționat bine până în 1964, producând elemente pentru calea ferată și sisteme de alarmă și vânzând avioane de ocazie. Dar, după cinci ani, presiunea concurenței devenise prea mare, așa că Regele și cei doi asociați au decis să o vândă.